# Immaturi
Pour plus de détails, voir Fiche technique et Distribution.
Immaturi est un film italien réalisé par Paolo Genovese, sorti en 2011.

## Synopsis
Vingt ans après la fin de leurs études, une bande d'amis se retrouve à la suite d'une erreur du Ministère de l'Éducation qui les force à repasser leur examen.

## Fiche technique
- Titre : Immaturi
- Réalisation : Paolo Genovese
- Scénario : Paolo Genovese
- Musique : Andrea Guerra
- Photographie : Fabrizio Lucci
- Montage : Patrizio Marone
- Production : Marco Belardi
- Société de production : Lotus Production, Medusa Film et Sky Cinema
- Pays :  Italie
- Genre : Comédie
- Durée : 108 minutes
- Dates de sortie : 
  - Italie : 21 janvier 2011

## Distribution
- Raoul Bova : Giorgio
- Barbora Bobulova : Luisa
- Ambra Angiolini : Francesca
- Luca Bizzarri : Piero
- Paolo Kessisoglu : Virgilio
- Ricky Memphis : Lorenzo
- Luisa Ranieri : Marta
- Anita Caprioli : Eleonora
- Giulia Michelini : Cinzia
- Alessandro Tiberi : Ivano
- Simona Caparrini : Marzia
- Giovanna Ralli : Liole
- Michele La Ginestra : Don Ottavio
- Maurizio Mattioli : Luigi

## Distinctions
Lors de la 56e cérémonie des David di Donatello, le film reçoit 3 nominations : Meilleur réalisateur, Meilleur scénario et Meilleure chanson.